# Bambusowczyk kasztanowy
Bambusowczyk kasztanowy (Cannomys badius) – gatunek ssaka z podrodziny bambusowców (Rhizomyinae) w obrębie rodziny ślepcowatych (Spalacidae).

## Zasięg występowania
Bambusowczyk kasztanowy występuje we wschodnim Nepalu, północno-wschodnich Indiach (Sikkim, Bengal Zachodni, Asam, Meghalaya, Nagaland, Manipur i Mizoram), Bhutanie, południowo-wschodnim Bangladeszu, Mjanmie, południowo-środkowej Chińskiej Republice Ludowej (południowo-zachodni Junnan), północnym Laosie, północno-zachodnim Wietnamie, Tajlandii i północnej Kambodży.

## Taksonomia
Gatunek po raz pierwszy zgodnie z zasadami nazewnictwa binominalnego opisał w 1841 roku angielski przyrodnik Brian Houghton Hodgson nadając mu nazwę Rhizomys badius. Holotyp pochodził z Nepalu. Jedyny przedstawiciel rodzaju bambusowczyk (Cannomys), który opisał w 1915 roku angielski zoolog Oldfield Thomas.
Rodzaj Cannomys tworzy grupę siostrzaną z Rhizomys; C. badius we wcześniejszych ujęciach systematycznych obejmował podgatunki castaneus, pater i plumbescens. Przyszłe badania prawdopodobnie ponownie podzielą ten takson na wiele podgatunków, a nawet gatunków. Autorzy Illustrated Checklist of the Mammals of the World uznają ten takson za gatunek monotypowy.

### Etymologia
- Cannomys: gr. καννα kanna „trzcina, bambus”; μυς mus, μυος muos „mysz”[2].
- badius: łac. badius „kasztanowy, brązowy”[12].

## Morfologia
Długość ciała (bez ogona) 147–265 mm, długość ogona 47–96 mm; masa ciała 210–800 g.